# Condado de Big Horn (Wyoming)
El condado de Big Horn (en inglés: Big Horn County) fundado en 1896 es un condado en el estado estadounidense de Wyoming. En el 2010 el condado tenía una población de 11 668 habitantes en una densidad poblacional de 1.44 personas por km². La sede del condado es Basin.

## Geografía
Según la Oficina del Censo, el condado tiene un área total de 8182 km² (3159,1 mi²), de la cual 8125 km² (3137,1 mi²) es tierra y 57 km² (22,0 mi²) (0.70%) es agua.

### Condados adyacentes
- Condado de Park - oeste
- Condado de Johnson - este
- Condado de Sheridan - este
- Condado de Washakie - sur
- Condado de Big Horn - norte
- Condado de Carbon - norte

### Carreteras
- U.S. Highway 14A
- U.S. Highway 14A
- U.S. Highway 16
- U.S. Highway 20
- U.S. Highway 310
- Carretera de Wyoming 30
- Carretera de Wyoming 31
- Carretera de Wyoming 32
- Carretera de Wyoming 114
- Carretera de Wyoming 37

## Demografía
En el 2000 la renta per cápita promedia del condado era de $$32,682, y el ingreso promedio para una familia era de $38,237. En 2000 los hombres tenían un ingreso per cápita de $30,843 versus $19,489 para las mujeres. El ingreso per cápita para el condado era de $15,086. Alrededor del 14.10% de la población estaba bajo el umbral de pobreza nacional.

## Comunidades

### Pueblos
| - Basin - Burlington - Byron | - Cowley - Deaver - Frannie | - Greybull - Lovell - Manderson |

### Lugares designados por el censo
- Hyattville
- Meadow Lark Lake

### Otras comunidades
- Emblem
- Otto
- Shell